# Manor Lords
Manor Lords – gra strategiczna czasu rzeczywistego z elementami symulacji budowy miasta i zarządzania zasobami, opracowana przez jednoosobowe studio Slavic Magic w Polsce i wydana przez Hooded Horse w formie wczesnego dostępu na Microsoft Windows 26 kwietnia 2024.
Produkcja zyskała rozgłos ze względu na wyjątkowy realizm historyczny, szczegółowe odwzorowanie średniowiecznych osad oraz hybrydową mechanikę łączącą budowę miasta z elementami bitew RTS. Gra cieszy się dużym zainteresowaniem ze strony graczy oraz krytyków, którzy docenili jej dbałość o szczegóły, a także nowatorskie podejście do gatunku.

## Fabuła
Akcja Manor Lords toczy się w Europie Zachodniej w późnym średniowieczu, w okresie obejmującym od XIII do XV wieku. Gracz wciela się w rolę feudalnego pana, którego celem jest rozwijanie własnego majątku, zarządzanie osadą oraz dbanie o dobrobyt poddanych. Rozgrywka koncentruje się na realistycznym odwzorowaniu życia codziennego w średniowieczu, w tym gospodarce, rolnictwie, handlu oraz architekturze. W grze nie występuje konkretna fabuła narracyjna, co pozwala graczowi na pełną swobodę w kształtowaniu losów własnej osady.

## Rozgrywka
Manor Lords to gra strategiczna łącząca elementy zarządzania miastem z bitwami w czasie rzeczywistym. Gracze muszą budować i rozwijać swoje osady, dbając o gospodarkę, zasoby oraz dobrobyt mieszkańców. Gracze mogą swobodnie planować swoje osady, wznosząc budynki w dowolnym miejscu na mapie, co wyróżnia tytuł na tle innych gier strategicznych. Budowa odbywa się w realistycznym systemie opartym na zasobach, takich jak drewno, kamień czy żywność, a także na zachowaniu odpowiedniego balansu ekonomicznego. Ważnym aspektem gry jest cykl pór roku, który ma bezpośredni wpływ na produkcję rolną, zapasy i zarządzanie mieszkańcami.
Gra oferuje także zaawansowany system walki w czasie rzeczywistym, wzorowany na historycznych starciach średniowiecznych armii. Gracze mogą dowodzić swoimi wojskami w bitwach, zarządzając formacjami i taktyką. Element ten przypomina systemy znane z serii Total War, ale z większym naciskiem na realizm. Oddziały mogą być zdezorganizowane, a morale wojsk ma kluczowy wpływ na wynik starcia.
Tytuł stawia duży nacisk na historyczną dokładność. Budynki, stroje, uzbrojenie oraz technologie zostały wiernie odwzorowane na podstawie dostępnych źródeł historycznych. Na przykład architektura w grze opiera się na autentycznych budowlach z tamtego okresu, a modele wojowników i ich ekwipunek są zgodne z realiami średniowiecza.

## Historia
Manor Lords został opracowany przez jednego dewelopera, znanego pod pseudonimem Slavic Magic. Gra została po raz pierwszy zapowiedziana w 2020 roku, a zainteresowanie tytułem wzrosło gwałtownie po opublikowaniu pierwszych materiałów wideo, które ukazywały niezwykle realistyczne odwzorowanie średniowiecznej osady oraz bitwy. Wydawcą gry jest firma Hooded Horse.
Początkowo tytuł miał ukazać się w trybie wczesnego dostępu w 2023 roku, jednak premiera została opóźniona do 2024, co było związane z dążeniem do dopracowania rozgrywki oraz dodania dodatkowych mechanik. Gra oficjalnie ukazała się 26 kwietnia 2024 roku na platformie Steam. Docelowo planowane jest wydanie pełnej wersji gry oraz dodanie trybu wieloosobowego.

## Odbiór
Manor Lords już przed premierą cieszyło się dużym zainteresowaniem zarówno ze strony graczy, jak i krytyków. Gracze docenili połączenie symulacji budowy miasta z elementami taktyki RTS oraz szczegółową oprawę graficzną. Wersja wczesnego dostępu spotkała się z pozytywnymi recenzjami za swoją głębię i wierność historyczną, choć pojawiły się też uwagi dotyczące braku niektórych funkcji oraz drobnych problemów technicznych.
W pierwszym tygodniu po premierze Manor Lords osiągnęło spore wyniki sprzedaży, sprzedając ponad 500 tysięcy kopii na platformie Steam. Ten sukces zaskoczył zarówno dewelopera, jak i wydawcę, a gra szybko trafiła na listy bestsellerów w wielu krajach. Popularność tytułu wzrosła dzięki wsparciu społeczności, licznych recenzji i materiałów wideo tworzonych przez twórców treści na platformach takich jak YouTube czy Twitch.
Serwisy takie jak PC Gamer czy IGN podkreślały, że Manor Lords ma potencjał stać się jednym z najlepszych przedstawicieli swojego gatunku, a jego wyjątkowe podejście do budowy miast oraz systemu bitew może zrewolucjonizować gry strategiczne. Gra zyskała również silną społeczność na platformach takich jak Steam i Discord, gdzie gracze aktywnie dzielą się sugestiami dotyczącymi dalszego rozwoju gry.
W lutym 2025 roku wydawca gry poinformował, że tytuł sprzedał się w ilości 3 milionów egzemplarzy.